# Corinna nitens
Corinna nitens là một loài nhện trong họ Corinnidae.
Loài này thuộc chi Corinna. Corinna nitens được Eugen von Keyserling miêu tả năm 1891.